# Bertrando Alidosi
Bertrando Alidosi (... – Imola, 12 novembre 1391) è stato un nobile e condottiero italiano, signore di Imola dal 1372 alla morte.

## Biografia
Fu signore di Imola (come vicario del Papa), dal 1372 fino al 1391. Era figlio di Roberto Alidosi e fu vicario pontificio della città succedendo al fratello Azzo Alidosi, al quale era stato associato per volontà di papa Urbano V. Nel 1365 fu anche nominato signore di Castel del Rio, Monte La Fine (alta valle del Sillaro) e Castiglione. Nel 1366 i due fratelli furono incarcerati a Bologna per due volte dalle forze papali, ma ottennero presto il permesso di tornare a Imola.

Nel 1371 Bertrando fu costretto da una ribellione a rifugiarsi ad Avignone, ospite di papa Gregorio XI.

## Matrimonio e successione
Sposò Elisa Tarlati, figlia di Maso Tarlati, signore di Pietramala e sorella del cardinale Galeotto Tarlati.
Gli succedette il figlio Luigi (Ludovico).

## Discendenza
Bertrando fu padre di undici figli:
- Lippo (?-1405), militare al servizio dei Visconti
- Rocella
- Riccarda, sposò Andrea Malatesta, signore di Cesena
- Isabella
- Giovanna, sposò Bartolomeo Brancaleoni
- Giangaleazzo
- Ludovico (o Luigi) (?-1430), suo successore
- Labbe
- Giacomo (?-1382)
- Nicola
- Giovanni, senatore di Roma nel 1416